# Искалли
Искалли (аст. Izcalli, в переводе: «Возрождение») — восемнадцатый и последний двадцатидневный месяц («вейнтена») ацтекского календаря шиупоуалли, длившийся примерно с 19 января по 7 февраля. Также название праздника, посвящённого богу Шиутекутли, каждый год проводившегося в этом месяце.

## Календарь
Календарь ацтеков состоял из двух циклов: шиупоуалли (аст. xiuhpohualli, что значит «счёт лет», соответствует хаабу у майя) и ритуального 260-дневного тональпоуалли (аст. tonalpohualli, что значит «счёт дней» или «счёт судеб», соответствует цолькину у майя). Шиупоуалли и тональпоуалли совпадали каждые 52 года, образуя так называемый «век», называвшийся «Новым Огнём». Ацтеки верили, что в конце каждого такого 52-летнего цикла миру угрожает опасность быть уничтоженным, поэтому начало нового ознаменовывалось особыми торжествами. Сто «веков», в свою очередь, составляли 5200-летнюю эру, называвшуюся «Солнцем».
365-дневный шиупоуалли состоял из 18 двадцатидневных «месяцев» (или veintenas) плюс дополнительные 5 дней в конце года. В некоторых описаниях календаря ацтеков говорится, что он также включал високосный год, который позволял календарному циклу оставаться в соответствии с одними и теми же аграрными циклами из года в год. Однако в других описаниях говорится, что високосный год был неизвестен ацтекам, и что соотношение месяцев и астрономического года со временем менялось.

## Праздник
Искалли был завершающим месяцем годичного цикла. Шиутекутли, древний бог огня и Повелитель года, правил этим месяцем, знаменуя конец года и надежду на новое начало. Поскольку Шиутекутли стар, во времена Искалли стариков особенно чтили за их возраст и мудрость. Для ритуалов во время этого праздника из амарантового теста изготовлялось изображение Шиутекутли. Праздник начинался на десятый день месяца и был вторым праздником бога огня в году. Ритуал празднования заключался в том, что вся молодежь уходила в лес на несколько дней, охотясь на диких зверей и птиц. После их возвращения (на шестнадцатый день) тушили огонь в храмах и в домах и зажигали новый перед изображением Шиутекутли, украшенным для этого торжества перьями и драгоценностями. Охотники отдавали жрецам всё, что они поймали, часть добычи приносили в жертву богам, а часть раздавали знати и старикам. Во время праздника проводились обряды инициации детей (прокалывание мочек ушей). Также Шиутекутли приносились человеческие жертвы. Всему пантеону богов возносились молитвы в надежде, что боги будут благосклонно относиться к людям и даруют им ещё один год.
В честь умирающего года в это время чествовали и умерших. Частью обрядов было ритуальное опьянение. Во время Искалли готовили много тамале. Ацтеки преподносили свои тамале в качестве подарков соседям и жрецам. Жители дома собирались вокруг очага в круг и бросали свои тамале в огонь в качестве подношений богам.